# جشنواره قایق اژدها

جشنواره قایق اژدها (به انگلیسی: Dragon Boat Festival یا Duanwu Festival)(به چینی: 端 午 节) یکی از جشن‌های سنتی چین که به عنوان تعطیلات عمومی چین است.

## سرچشمه
اعتقاد بر این است که این جشنواره از چین سرچشمه گرفته‌است. نظرهای زیادی در مورد ریشه این جشن وجود دارد که بعضی از آن‌ها به عنوان داستان و افسانه در بین مردم منتقل می‌شود.

## تقویم
مثل همه جشن‌های سنتی دیگر، روز جشنواره قایق اژدها نیز با تقویم قمری محاسبه می‌شود که متشکل از ۲۹ یا ۳۰ روز است و برابر با پنجمین روز از پنجمین ماه قمری است و در تقویم میلادی و خورشیدی برابر است با دو پنجم سال که مصادف می‌شود با انقلاب تابستانی یا اواسط ماه مرداد یا فصل تابستان. به‌طور سنتی در چین اژدها نشان دهنده انرژی مردانه است که در این جشن اژدها با تصویری مردانه همراه شده.

## تاریخچه
اعتقاد بسیاری براین است که این جشنواره را چینی‌ها از مردم ایران باستان گرفته باشند، اما رایج‌ترین داستان در حال حاضر مربوط می‌شود به خودکشی چو یوآن شاعر چینی و به عنوان بزرگداشت او برگزار می‌شود. چو یوان که به تهمت خیانت تبعید شده بود در تبعید به سرودن شعر پرداخت و در پنجمین روز از پنجمین ماه سال خود را در رودخانه Miluo غرق کرد.

## فعالیت‌ها
سه فعالیت بزرگ و همگانی مهم در این روز، خوردن غذا، نوشیدن شراب سرخ و مسابقه قایق اژدها است.